# Bert Scheirlinckx
Bert Scheirlinckx (Zottegem, 1 de novembre de 1974) és un ciclista belga, professional des del 2000 al 2012. En el seu palmarès destaca la victòria al Gran Premi Pino Cerami de 2011.
El seu germà Staf també és ciclista professional.

## Palmarès
- 2002
  - Vencedor d'una etapa de la Volta al Japó
- 2006
  - 1r a la Stadsprijs Geraardsbergen
- 2008
  - 1r a la Dwars door het Hageland
- 2011
  - 1r al Gran Premi Pino Cerami
  - 1r al Internationale Wielertrofee Jong Maar Moedig